# بولاكا
بولاكا (أو بولكر ) هو نوع من السفن الشراعية من القرن السابع عشر إلى القرن التاسع عشر، على غرار الشَّبَّاك . البُلاكا تعني "بولندية" في اللغة الإيطالية . شوهدت البولاكا بكثرة في البحر الأبيض المتوسط. كانت تحتوي على اثنين أو ثلاثة صواري أحادية العمود، وغالبًا ما تكون السفن ذات أشرعة اللاتين المثلثة مرفوعة على الصاري الأمامي (والتي كانت مائلة للأمام لاستيعاب ساحة متأخرة كبيرة) ودقل أو لاتين على الصاري المزين . كان الصاري الرئيسي مربع الشكل على الطراز الأوروبي. بولاكا خاصة اسُخدمت بواسطة مراد ريس ، الذي كانت سفنه ذات أشرعة متأخرة في الأمام ومنصة أمامية وخلفية في الخلف.
تُظهر بعض صور البولاكا ما يبدو أنها سفينة كاملة التجهيز (أحيانًا مع لاتين على مزينها) مع هيكل يشبه القادس وصواري أحادية العمود. وبالتالي، يبدو أن مصطلح "بلاكا" يشير في المقام الأول إلى الصاري وربما نوع الهيكل بدلاً من نوع الشدات المستخدمة للأشرعة. أُشير إلى البُلاكا ذات الساريتين على أنها بريغية-بولاكا ذات أشرعة مربعة على كلا الصاريين. كانت تسمى البولاكا ذات الصواري الثلاثة بـ polaccas أو polacca-settees.

الكابتن جاك أوبري في سفينة جلالته صوفي يأسر بولكر فرنسي محمل بالذرة والبضائع العامة في رواية أوبري ماتورين الأولى لباتريك أوبريان ، السيد والقائد (1969).

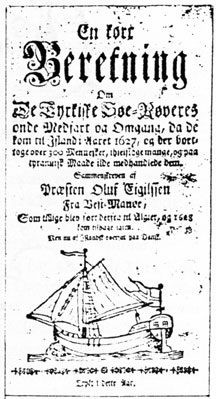
بولاكا مراد رايس الأصغر
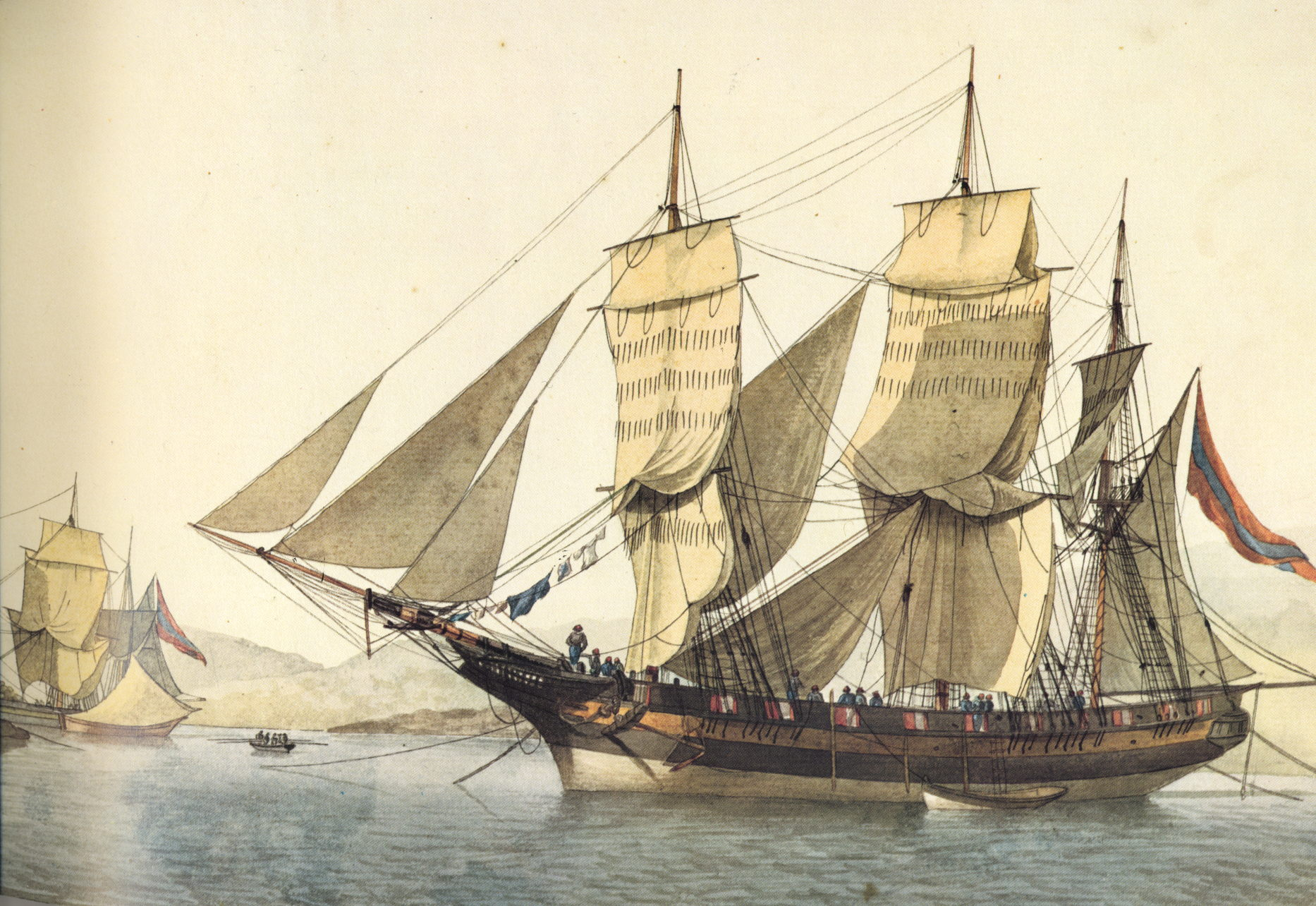
الولكر اليونانية سان نيكولو،لأنطوان رو
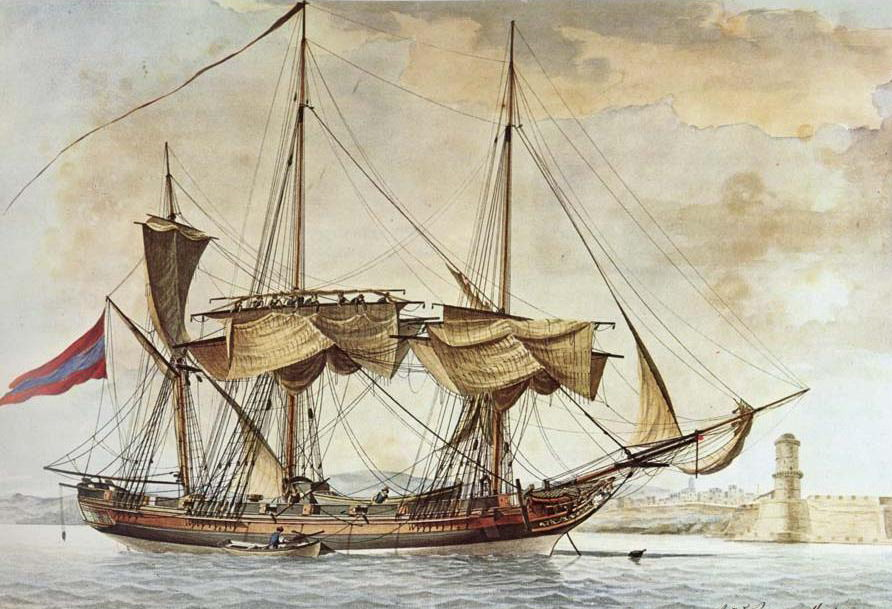
البولكر اليونانية بيلا أورورا، بواسطة أنطوان رو

## روابط خارجية
- بولاكراس (الإسبانية)

قالب:Sailing Vessels and Rigs